# Jimmy Bryan
Jimmy Bryan (28 de janeiro de 1926 – 19 de junho de 1960) foi um automobilista estadunidense. Venceu em 1957 as 500 milhas de Monza. Ele esteve em dez (nove) 500 Milhas de Indianápolis, quando a prova fazia parte do calendário da Fórmula 1 de 1950 até 1960: 1951 (não se qualificou), 1952, 1953, 1954, 1955, 1956, 1957, 1958, 1959 e 1960. Bryan venceu as 500 Milhas de Indianápolis de 1958.
Jimmy Bryan morreu após uma colisão em uma corrida na Langhorne Speedway em junho de 1960, no mesmo dia em que outros dois pilotos faleceram no GP da Bélgica de Fórmula 1, marcando um dos dias mais trágicos da história da Fórmula 1.